# Tremellaceae
Tremellaceae é uma família de fungos Basidiomycetes da ordem Tremellales. 

## Géneros
Pertencem à família Tremellaceae os seguintes géneros:
- Auriculibuller
- Bullera
- Bulleromyces
- Cryptococcus
- Dictyotremella
- Fellomyces
- Holtermannia
- Kockovaella
- Neotremella
- Phyllopta
- Protoradulum
- Sirotrema
- Tremella
- Tremellostereum
- Trimorphomyces
- Tsuchiyaea
- Zanchia

## Galeria

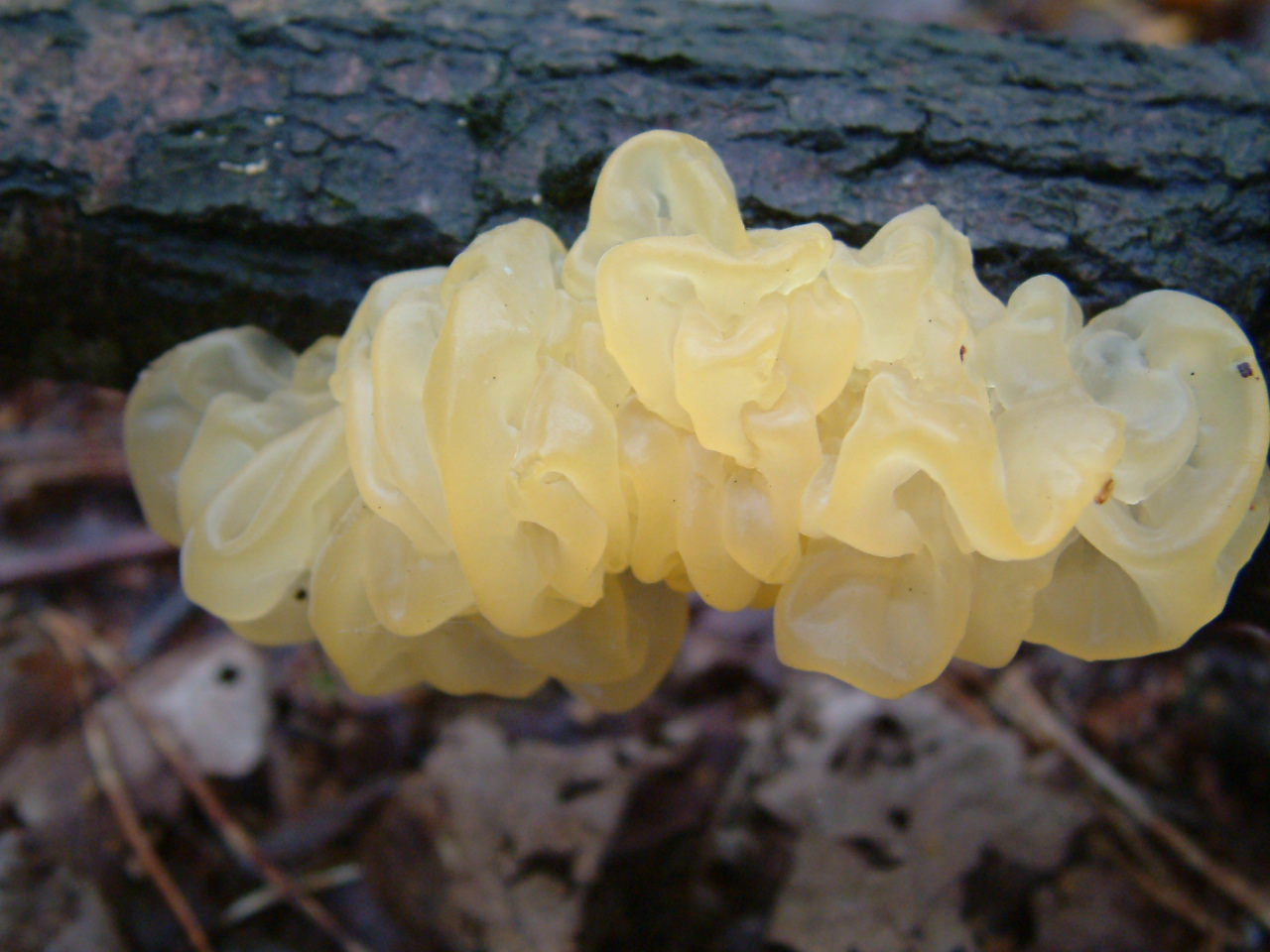
Tremella encephala.